# Мала Раковица
Мала Раковица је насељено место у саставу Града Самобора у Загребачкој жупанији, Хрватска. До територијалне реорганизације у Хрватској налазила се у саставу старе загребачке приградске општине Самобор.

## Становништво
На попису становништва 2011. године, Мала Раковица је имала 745 становника.

## Попис1991.
На попису становништва 1991. године, насељено место Мала Раковица је имало 585 становника, следећег националног састава:
| Попис 1991.‍ | Попис 1991.‍ | Попис 1991.‍ | Попис 1991.‍ | Попис 1991.‍ |
| ----------- | ----------- | ----------- | ----------- | ----------- |
|             |             |             |             |             |
| Хрвати      | Хрвати      |             | 572         | 97,77%      |
| Југословени | Југословени |             | 2           | 0,34%       |
| Немци       | Немци       |             | 2           | 0,34%       |
| Словенци    | Словенци    |             | 1           | 0,17%       |
| Срби        | Срби        |             | 1           | 0,17%       |
| непознато   | непознато   |             | 7           | 1,19%       |
| укупно: 585 |             |             |             |             |